# CME Group

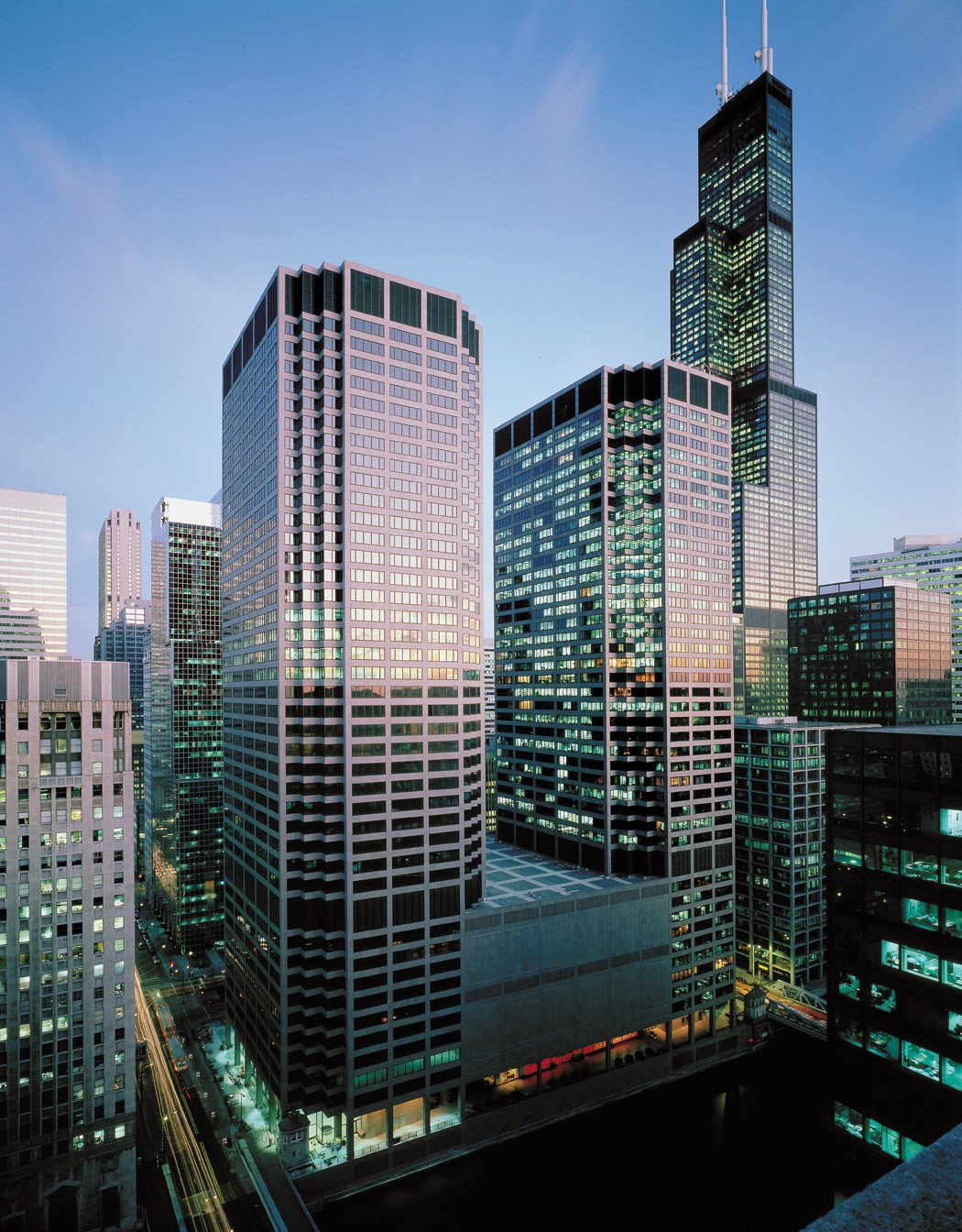
Chicago Mercantile Exchange

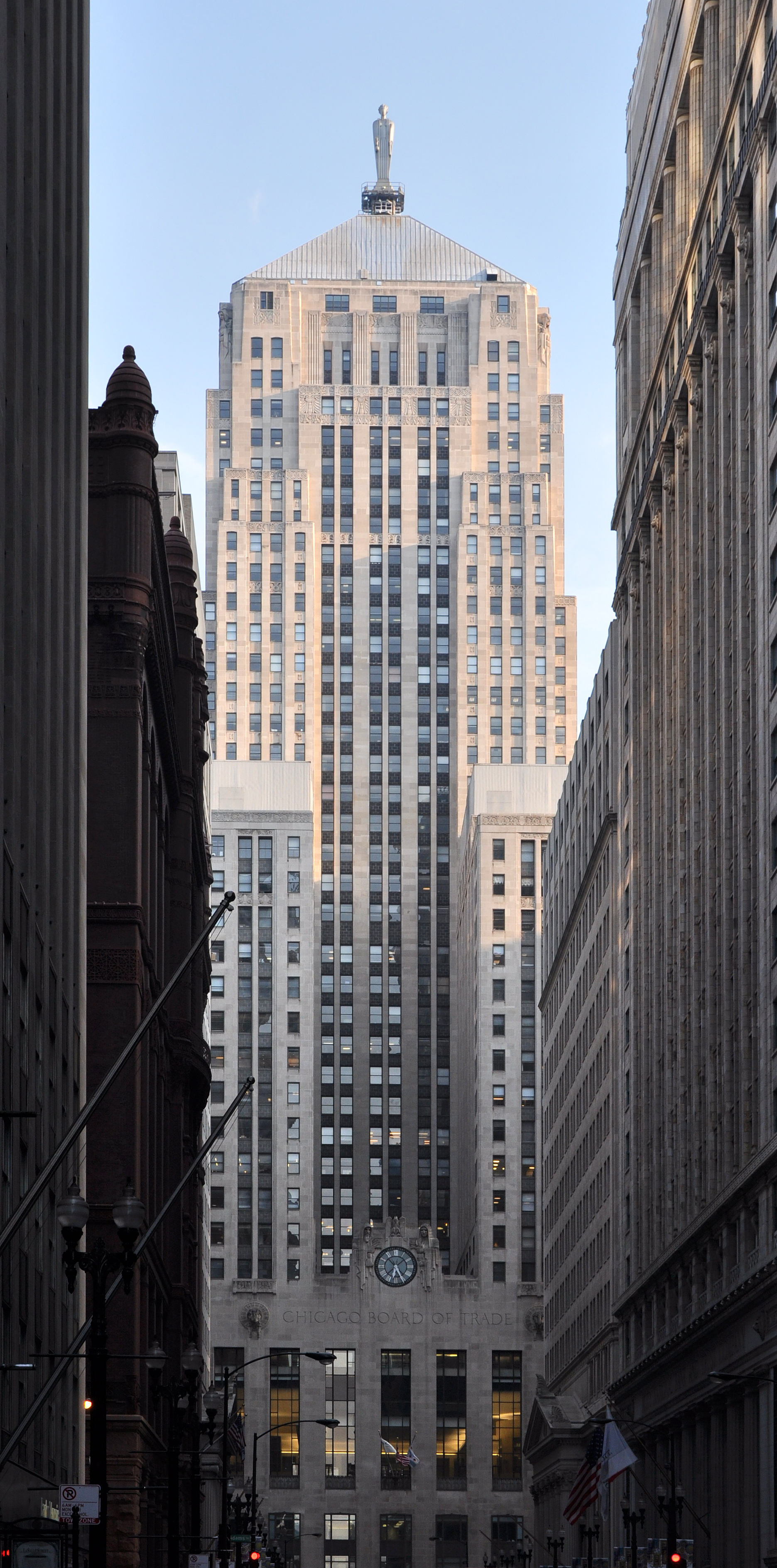
Das Gebäude der Board of Trade

Die US-amerikanische CME Group ist eine der weltgrößten Optionsbörsen und die größte Terminbörse der Welt, mit Sitz in Chicago im Bundesstaat Illinois, die am 12. Juli 2007 aus der Fusion der Börsen Chicago Board of Trade (CBOT) und Chicago Mercantile Exchange (CME) entstand. Der zuvor größere Wettbewerber EUREX wurde auf den zweiten Platz verwiesen.
Die CME Group beschäftigt in ihren Unternehmen 3480 Mitarbeiter, die an neun Standorten beschäftigt sind. Bis auf zwei Standorte, die im Eigentum der CME Group sind, sind diese teilweise bis zum Jahr 2069 angemietet. Zurzeit bearbeiten diese rund 12,3 Millionen Kontrakte pro Tag.
Das Aktienkapital teilt sich in Klasse A-Aktien und Klasse B-Aktien auf. Die Klasse-A-Aktien werden an der NASDAQ unter dem Kürzel CME gehandelt. Klasse B-Aktien können nicht frei gehandelt werden, diese sind an eine Mitgliedschaft bei einer der von der CME Group betriebenen Börsen gebunden. Zurzeit sind 1480 Halter von Klasse-B-Aktien verzeichnet.

## Geschichte
Seit Oktober 2006 verhandelte die Chicago Mercantile Exchange mit der Chicago Board of Trade über einen Zusammenschluss der beiden Termin- und Optionsbörsen. Zu Beginn der Verhandlungen bot die CME für die CBOT acht Milliarden US-Dollar. Durch ein Gebot der Intercontinental Exchange im März 2007 über zehn Milliarden US-Dollar, besserte die CME ihr Gebot für CBOT in drei Schritten auf 11,3 Milliarden US-Dollar nach.
NYMEX Holdings Inc.
Die am 22. August 2008 vollzogene Übernahme der NYMEX Holdings Inc., die weltgrößte Energie-Futures-Börse, drohte in letzter Minute durch den Widerstand von Mitgliedern der NYMEX Holding zu scheitern. Die CME Group bot am Ende der Verhandlungen für jeden Anteilsschein der NYMEX Holdings Inc. 36 US-Dollar und 0,1323 eigene Aktien, bezogen auf den Aktienkurs von 76,67 US-Dollar der NYMEX Holdings Inc., an. Somit belief sich der Übernahmepreis auf 8,3 Milliarden US-Dollar. Bei der entscheidenden Abstimmung votierten 650 der 816 Mitglieder für die Übernahme durch die CME Group, womit die benötigten 75 % Zustimmung zur Übernahme erreicht wurden. Für die Klasse A-Aktien bot CME Group 750.000 US-Dollar. Zu Beginn der Übernahmeverhandlungen im Januar 2008 lag der Aktienkurs der NYMEX Holdings Inc. bei 119,22 US-Dollar, was zu einem Übernahmepreis von rund 11 Milliarden US-Dollar geführt hätte.
Credit Market Analysis Ltd.
Im Jahr 2008 übernahm CME das Unternehmen Credit Market Analysis Ltd. (CMA Datavision), einen Dienstleister der Daten im außerbörslichen Handel zur Verfügung stellt.
Dow Jones Indexes
Zu Beginn des Jahres 2010 teilten die Dow Jones & Company und die CME Group mit, dass die CME Group 90 %  der Anteile an Dow Jones Indexes übernimmt. Die CME Group zahlt zudem 607,5 Millionen US-Dollar an Dow Jones & Company. Bestandteil der Übernahme ist das Übertragen der Beteiligungen der CME Group im Bereich der Marktdatendienste auf das neue Unternehmen. Der Zusammenschluss erfolgte zum 18. März 2010.
Standard & Poor's
Im Zuge der Neuausrichtung des Unternehmens McGraw-Hill verhandelt McGraw-Hill mit der CME Group über ein Joint Venture der S&P Indizes und Dow Jones Indexes. An dem Joint Venture würde McGraw-Hill ca. 75 % und CME Group ca. 25 % halten. Der bisherige Minderheitseigner Dow Jones & Company würde im einstelligen Prozentbereich beteiligt bleiben.
Tokyo Commodity Exchange
Um im asiatischen Raum Futures auf Edelmetalle und Öl anzubieten, strebt die Tokyo Commodity Exchange (TOCOM) eine Beteiligung der CME Group in Höhe von 20 % an der TOCOM an. Erste Meldungen gab es Anfang März 2012 von Reuters.
NEX Group
2018 wurde die britische NEX Group übernommen. Diese war nach Veräußerung von Teilen des Unternehmens ICAP an Tullett Prebon (seither als TP ICAP firmierend) entstanden.

## Beteiligungen
- Chicago Mercantile Exchange (CME)
- Chicago Board of Trade (CBOT)
- NYMEX Holdings Inc.
  - New York Mercantile Exchange (NYMEX)
  - New York Commodities Exchange (COMEX)
  - Dubai Mercantile Exchange (DME)
- Dow Jones Indexes
- OneChicago[21]
- CME ClearPort

## Mitgliedschaften
Die Börse ist Mitglied in:
- World Federation of Exchanges[22]
- Sustainable Stock Exchanges Initiative